# Ca-lo
Ca-lo, còn được gọi là ca-lo-ri (bắt nguồn từ từ tiếng Pháp calorie [kalɔʁi]) (thường được ký hiệu là: "kal", hoặc "cal") là một đơn vị vật lý dùng để đo nhiệt lượng, và được định nghĩa là: số nhiệt lượng cần thiết để đun nóng 1 gam nước lên thêm 1 độ C, ở trong điều kiện bình thường.

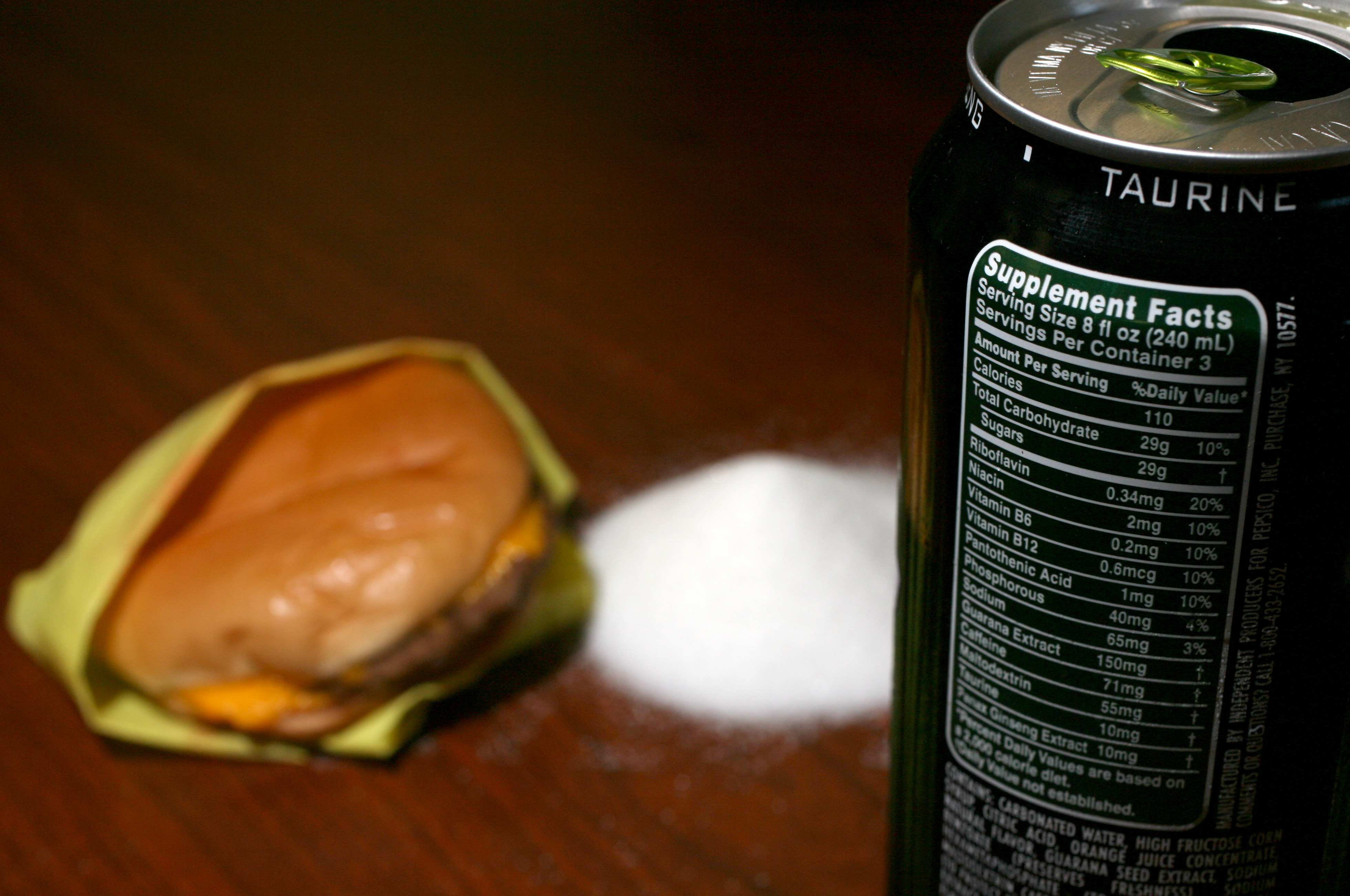
Một lon nước tăng lực dung tích 24 USfloz với 330 kilocalories, hơn cả một phần thức ăn nhanh với pho mát thông thường, và tương đương với 18 gói đường dành cho một khẩu phần ăn

Vì lý do lịch sử, hai định nghĩa chính về calo đang được sử dụng rộng rãi. Calo nhỏ hoặc gam calo (thường được ký hiệu là cal) là lượng nhiệt năng cần thiết để tăng nhiệt độ của một gam nước lên một độ Celsius (hoặc một Kelvin). Lượng calo lớn, calo thực phẩm, hoặc kilocalories (Cal, calo hoặc kcal), được sử dụng rộng rãi nhất trong dinh dưỡng, là lượng nhiệt cần thiết để gây ra cùng một sự gia tăng trong một kilogram nước. Như vậy, 1 kilocalories (kcal) = 1000 calo (cal). Theo quy ước trong khoa học thực phẩm, calo lớn thường được gọi là Calo (một số tác giả viết hoa C để phân biệt với đơn vị nhỏ hơn). Ở hầu hết các quốc gia, nhãn của các sản phẩm thực phẩm công nghiệp hóa bắt buộc phải chỉ ra giá trị năng lượng dinh dưỡng tính bằng (kilo hoặc lớn) calo trên mỗi khẩu phần ăn hoặc mỗi trọng lượng.
Calo liên quan trực tiếp đến hệ mét, và do đó liên quan đến hệ SI. Nó được coi là lỗi thời trong cộng đồng khoa học, kể từ khi áp dụng hệ SI, nhưng vẫn còn được sử dụng. Đơn vị năng lượng trong hệ SI là Joule.

## Lịch sử
Calo lần đầu tiên được giới thiệu bởi Nicolas Clément, như một đơn vị nhiệt năng, trong các bài giảng trong những năm 1819–1824. Đây là lượng calo "lớn", viz. kilocalorie hiện đại. Thuật ngữ này được đưa vào từ điển tiếng Pháp và tiếng Anh từ năm 1841 đến năm 1867. Nó xuất phát từ 'nhiệt' trong tiếng Latinh.
Calo "nhỏ" (calo hiện đại) được Pierre Antoine Favre (Nhà hóa học) và Johann T. Silbermann (Nhà vật lý) đưa ra vào năm 1852. Năm 1879, Marcellin Berthelot phân biệt giữa gam-calo (calo hiện đại) và kilôgam calo (kilocalo hiện đại). Berthelot cũng đưa ra quy ước viết hoa kilôgam calo, là Calo.
Việc sử dụng kilôgam calo (kcal) cho dinh dưỡng đã được giới thiệu với công chúng Mỹ bởi Wilbur Olin Atwater, giáo sư tại Đại học Wesleyan, vào năm 1887.
Calo (cal) hiện đại lần đầu tiên được công nhận là một đơn vị của hệ thống cm-g-s (cgs) vào năm 1896, cùng với đơn vị năng lượng cgs đã tồn tại, erg (được đề xuất lần đầu tiên bởi Clausius vào năm 1864, dưới cái tên ergon, và chính thức được thông qua vào năm 1882).
Ngay từ năm 1928, đã có những phàn nàn nghiêm trọng về sự nhầm lẫn có thể phát sinh từ hai định nghĩa chính về calo và liệu khái niệm sử dụng chữ hoa để phân biệt chúng có đúng hay không.Việc sử dụng calo đã chính thức không được sử dụng bởi Hội nghị chung về Cân nặng và Đo lường lần thứ chín, vào năm 1948.
Cách viết thay thế, calory,là lỗi thời.

## Tương quan giữa Jul và ca-lo
- công và nhiệt lượng đều là năng lượng cho nên chúng tương đồng với nhau.
- 1 cal = 4,186 J
- 1 kcal= 4186

## Ý nghĩa vật lý của đơn vị "ca-lo"
Ca-lo chính là định nghĩa sơ khai cho nhiệt dung riêng của nước.
Một calo là lượng năng lượng cần thiết để làm nóng 1 gram nước bằng 1 °C. 
Trên các nhãn thực phẩm, thành phần dinh dưỡng được tính theo kCal = 1000 Cal
Hoạt động tiêu tốn calo là hoạt động thể chất và quá trình trao đổi chất nên calo rất cần thiết cho cơ thể.